# Polis
Polis (starogrško πόλις) je naziv za mestno državo v času stare Grčije. Značilno je, da so poleg mesta obsegali tudi podeželje. Imeli so okoli 10.000 prebivalcev in merili do 100 km² (izjema sta Atene (2550 km2) in Antična Šparta (8440 km2)). Središče polisa je bil trg ali agora (ἀγορά). Prvi polisi so nastajali v 8. stoletju pr. n. št. v Mali Aziji. Lahko so nastali z združevanjem več vasi ali pa ob vzpetinah. Najpomembnejši polisi so bili: Atene, Antična Šparta, Antični Korint, Tebe, Argos in Milet.

## Razvoj polisa
Preprosto prebivalstvo Helade se je preživljalo s pastirstvom, poljedelstvom in ribolovom in je bilo razpršeno po hribih, ravninah in ob obalah, živelo je v kočah in vaseh (demoi). Politično življenje vsake državice je odvijalo v utrjeni kraljevi palači, ki jo je obdajala skupina poslopij za vojake, dvorjane in obrtnike. Ko so plemiške rodbine uničile kralja, so razdejale tudi njegovo palačo, kar je ostalo, so spremenili v tempelj. Vendar je stavba ostala zavetišče v primeru nevarnosti. Kraj se je tako postopoma razvil v središče tuje in domače trgovine, postal je prostor za službe javne uprave, skupščine in sodišča ter za skupne kulte, ki so bili v časteh. Nova naselja so postajala prava mesta, podobna tistim, ki so jih Grki spoznavali v Anatoliji. Čeprav je bilo prebivalstvo lahko še vedno širše razkropljeno, je polis postal središče političnega, upravnega, pravosodnega in verskega življenja. 
Ker je živelo v polisu toliko ljudi, ker se je tu zbiralo toliko denarja in ker je bil tako dobro organiziran, je postal jedro, okoli katerega se je združila vsa dežela. Manjše mestne državice v soseščini je tako mesto sporazumno ali z osvojitvijo politično absorbiralo ali pa je njihovo prebivalstvo kar preselilo v večje središče (sinecizem).

## Značilnosti
Grščina pozna dve besedi za mesto: ἡ πόλις in τὸ ἄστυ. Ἄστυ pomeni mesto v nasprotju z deželo ali tudi s [pristanišče|pristaniščem]], skratka mesto kot kompleks zgradb, πόλις pa je pomembnejša in precej pogostejša beseda. Označuje mesto kot politično skupnost, torej mestno državo z lastnimi zakoni in neomejeno samoupravo. Nosilci takšne polis so bili odrasli možje oziroma – kot piše Tukidid – ἄνδρες γὰρ πόλις. Zato so se imenovali πολῖται, torej meščani in ne samo nevtralno prebivalci. Bilo jih je razmeroma malo. Ženske, sužnji, tujci in tudi Grki, ki so se priselili iz drugih mest, tako imenovani meteki, niso bili meščani, ker niso imeli nikakršnih ali pa vsaj ne popolnih državljanskih pravic, zato so bili izključeni iz javnega življenja.
Zasnovo in videz grškega mesta je bolj ali manj mogoče razumeti kot odsev družbe v polis in njenih ustanov. Seveda so bila mesta tudi v Grčiji zelo različna. Kakšno mestece, prepleteno s strmimi stopničastimi uličicami in skrito pod akropolo, ki je čepela na pobočju, je ponujalo drugačno sliko kakor ravninsko mesto, ki se je laže širilo; drugačno pa je bilo spet obmorsko mesto z navadno velikimi pristaniškimi zgradbami. Na splošno pa so bila grška mesta manjša od naselij, ki jim danes rečemo 'mesto'. Mnoge polis niso štele več kot 5000 prebivalcev, le največja mesta, na primer Atene in Sirakuze, so presegle število 20000 prebivalcev. Celo Korint, ki je bil v dobi svojega razcveta najbolj obljudeno grško mesto, ni premogel več kot 10000 meščanov, kar bi ustrezalo celotnemu številu približno 40000 do 50000 prebivalcev.
Za Grke je bila javnost pomembna; tam so se sestajali, premlevali vsakodnevne dogodke, se pogajali o kupčijah in se zabavali. Agora je shajališče, tja so se stekale skoraj vse mestne ulice v polis. Tu je najmočneje plalo življenje, bila je hkrati tudi politično in (vsaj praviloma)  versko središče. Tu je bil sedež najvišjih mestnih uradnikov, tu je bil βουλευτήριον, kjer je zasedal mestni svet (βουλή); tu se je sestajala (zlasti v zgodnejšem obdobju) ljudska skupščina, če ni bilo treba zaradi premajhnega prostora iti v gledališče ali kam drugam. Tudi glavno mesto svetišče je po navadi stalo na agora ali čisto blizu nje, kajti politično in versko življenje sta bili močno prepleteni. Verska praznovanja, žrtvovanja, procesije, gledališke predstave, glasbena in športna tekmovanja - za vse to je bila primerna agora. Bila je torej veliko več kot samo to, kar si danes predstavljamo kot 'tržnica'. Trgovalo in kupovalo se je bolj v trgovinicah, na trgovskih sejmih ali pri izdelovalcih. Ko so v helenističnem obdobju začeli graditi velike pravokotne tržne prostore in jih s stebrišči ločevati od zaraščenega mestnega ustroja, je tudi agora prenehala biti simbol avtonomne polis.
Po dva ali več polisov, ki so mejili drug na drugega, se ni vedno vojskovalo med seboj. Pogosto so se združili v zvezne države, ki so si vzele za zgled nekdanje verske federacije.

## Posledice
Ta državljanska organizacija je bila glavna ovira za nastanek večjih političnih enot v grškem svetu. Zakaj razen v primerih, ko se je vsa pokrajina prostovoljno združila v en sam polis, je pomenila razširitev oblasti enega mesta nasilen konec suverenosti drugega mesta. 
Polis je tako pravna ureditev države, ki je za razliko od asirske države, ki je velika, po zunanjih značilnostih omejena. Od velike države se razlikuje po ureditvi in pravnemu režimu vladanih. Skupno obema pa je temeljna božja ideja. V Asiriji je bil to državni bog Asur, v grških polisih večje število lokalnih bogov. 